# Gabriella Dorio

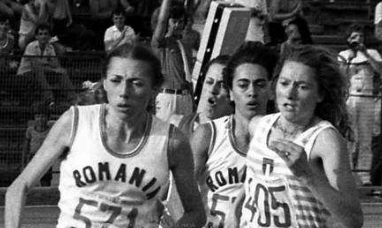
Doina Melinte, Maria Radu și Gabriella Dorio la Universiada din 1981

Gabriella Dorio (n. 27 iunie 1957, Veggiano, Veneto, Italia) este o fostă atletă italiană specializată în probele de semifond, laureată cu aur la Jocurile Olimpice din 1984.

## Carieră
Sportiva s-a apucat de atletism în iarna anului 1971. La Campionatul European de Juniori din 1975 a obținut medalia de bronz la 1500 m. Anul următor a câștigat la Campionatul Mondial de Cros medalia de bronz la individual și medalia de argint cu echipa Italiei. La Jocurile Olimpice de la Montreal s-a clasat pe locul 6 la 1500 m. La Europenele din 1978 a obținut din nou locul 6 și la Jocurile Olimpice de la Moscova din 1980 a ajuns pe locul 4. În anul 1981 a câștigat medalia de aur la Universiada de la București la 1500 m în fața Doinei Melinte, iar la 800 m a obținut argintul în urma Doinei Melinte.
În anul 1982 atleta a cucerit titlul la Campionatul European în sală, stabilind un nou record național la 1500 m. În același an a luat medalia de bronz la Campionatul European de la Atena. La Campionatul European în sală din 1983 s-a clasat pe locul 4 și la Campionatul Mondial de la Helsinki a ajuns pe locul 7. În 1984, la Jocurile Olimpice de la Los Angeles, a cucerit medalia de aur în fața româncelor Doina Melinte și Maricica Puică.
Gabriella Dorio a fost prima italiancă care a alergat sub 2 minute la 800 de metri. Ea deține recordurile naționale la 800 m, 1000 m, 1500 m, milă și 1500 m în sală.

## Realizări
| An   | Competiție                      | Locație                    | Loc | Eveniment | Note    |
| ---- | ------------------------------- | -------------------------- | --- | --------- | ------- |
| 1973 | Campionatul European de Juniori | Duisburg, Germania         | 8   | 800 m     | 2:05,09 |
| 1973 | Campionatul Mondial de Cros     | Waregem, Belgia            | 13  | 4 km      | 14:22   |
| 1973 | Campionatul Mondial de Cros     | Waregem, Belgia            | 4   | echipe    | 14:22   |
| 1974 | Campionatul European            | Roma, Italia               | 9   | 1500 m    | 4:127   |
| 1975 | Campionatul European de Juniori | Atena, Grecia              | 3   | 1500 m    | 4:19,6  |
| 1975 | Campionatul Mondial de Cros     | Rabat, Maroc               | 4   | 4,2 km    | 13:51   |
| 1975 | Campionatul Mondial de Cros     | Rabat, Maroc               | 7   | echipe    | 13:51   |
| 1976 | Campionatul Mondial de Cros     | Chepstow, Marea Britanie   | 3   | 4,8 km    | 16:56   |
| 1976 | Campionatul Mondial de Cros     | Chepstow, Marea Britanie   | 2   | echipe    | 16:56   |
| 1976 | Jocurile Olimpice               | Montreal, Canada           | 15  | 800 m     | 2:02,46 |
| 1976 | Jocurile Olimpice               | Montreal, Canada           | 6   | 1500 m    | 4:07,27 |
| 1978 | Campionatul European în sală    | Milano, Italia             | 13  | 800 m     | 2:06,0  |
| 1978 | Campionatul European            | Praga, Cehoslovacia        | 9   | 800 m     | 2:00,5  |
| 1978 | Campionatul European            | Praga, Cehoslovacia        | 6   | 1500 m    | 4:01,25 |
| 1979 | Universiada                     | Ciudad de México, Mexic    | 4   | 800 m     | 2:01,60 |
| 1979 | Universiada                     | Ciudad de México, Mexic    | 5   | 1500 m    | 4:18,0  |
| 1980 | Jocurile Olimpice               | Moscova, Uniunea Sovietică | 8   | 800 m     | 1:59,12 |
| 1980 | Jocurile Olimpice               | Moscova, Uniunea Sovietică | 4   | 1500 m    | 4:00,30 |
| 1981 | Universiada                     | București, România         | 2   | 800 m     | 1:58,99 |
| 1981 | Universiada                     | București, România         | 1   | 1500 m    | 4:05,35 |
| 1982 | Campionatul European în sală    | Milano, Italia             | 1   | 1500 m    | 4:04,01 |
| 1982 | Campionatul Mondial de Cros     | Roma, Italia               | –   | 4,663 km  | NT      |
| 1982 | Campionatul European            | Atena, Grecia              | 3   | 1500 m    | 3:59,02 |
| 1983 | Campionatul European în sală    | Budapesta, Ungaria         | 4   | 1500 m    | 4:17,42 |
| 1983 | Campionatul Mondial             | Helsinki, Finlanda         | 7   | 1500 m    | 4:04,73 |
| 1984 | Campionatul European în sală    | Göteborg, Suedia           | 8   | 1500 m    | 4:23,76 |
| 1984 | Jocurile Olimpice               | Los Angeles, Statele Unite | 4   | 800 m     | 1:59,05 |
| 1984 | Jocurile Olimpice               | Los Angeles, Statele Unite | 1   | 1500 m    | 4:03,25 |
| 1991 | Campionatul Mondial             | Tokio, Japonia             | 20  | 800 m     | 2:07,54 |
| 1991 | Campionatul Mondial             | Tokio, Japonia             | 19  | 1500 m    | 4:09,34 |

## Recorduri personale
| Probă          | Performanță      | Dată             | Locație   |
| -------------- | ---------------- | ---------------- | --------- |
| 800 m          | 1:57,66 RN       | 5 iulie 1980     | Pisa      |
| 1500 m         | 3:58,65 RN       | 25 august 1982   | Tirrenia  |
| Milă           | 4:23,29 RN       | 14 august 1980   | Viareggio |
| 800 m în sală  | 2:00,85          | 6 februarie 1982 | Paris     |
| 1500 m în sală | 7 martie 1982 RN | 6 februarie 1982 | Milano    |

## Legături externe
- Materiale media legate de Gabriella Dorio la Wikimedia Commons
- en Gabriella Dorio la World Athletics
- en Gabriella Dorio la Olympedia.org
- en  Gabriella Dorio la athleticspodium.com